# Gregory Bateson
Gregory Bateson (født 9. maj 1904, død 4. juli 1980) var en engelsk videnskabsmand, der arbejdede indenfor bl.a. antropologi, lingvistik, antropologi, samfundsvidenskab, semiotik og kybernetik. I 1940'erne arbejdede han bl.a. med at udbrede systemteori og kybernetikken indenfor adfærdsteori.
I Danmark blev Bateson kendt i bredere kredse, da Harry Mortensen oversatte Batesons bog "Ånd og natur. En nødvendig enhed" til dansk, som er en gennemgang af Batesons grundlægende tanker og teorier (med forord af Jesper Hoffmeyer).
Bateson udviklede en læringsteori, hvor han skelnede mellem læring på 4 forskellige niveauer. Denne læringsteori breder sig i dag vidt omkring i den danske undervisningsverden.
Gregory Bateson er kendt for at have sagt: "Al modtagelse af information er nødvendigvis modtagelse af budskaber om forskel". Med andre ord er information en forskel der gør en forskel. Senere optaget i kybernetikken som definitionen på en "bit".
Udgivelser:
- 1955 A Theory of Play and Phantasy
- 1964 The Logical Categories of Learning and Communication.
- 1970 Form, Substance and Difference
- 1972 Steps to an Ecology of Mind
- 1979 Mind and Nature
- 1987 Posthumt er udgivet Angels fear. Towards an Epistemology of the Sacred. Sammen med datteren Mary Catherine Bateson

I oversættelse
- 1984 Ånd og natur. En nødvendig enhed
- De logiske kategorier for læring og kommunikation. I: M. Hermansen (red.) Fra læringens horisont – en antologi. Århus. Klim. 1998.